# Nowy Dwór Gdański
Nowy Dwor Gdanski (udtale: [ˈnɔvɨ dvur ˈɡdaj̃skʲi]; kashubisk: Nowi Dwór; tidligere tysk: Tiegenhof)  er en by  i den  nordøstlige del af voivodskabet Pommern i det nordlige Polen. Den har   9.618(2021)  indbyggere og et areal på 	5,06 km², og  administrationsby i  powiatet (amt) Nowy Dwor Gdanski. Byen ligger ved floden Tuja.

## Historie
Bebyggelsen blev etableret i 1570. Den var oprindeligt ejet af Loitz-familien, blev det senere styret af Wejher og Sobieski adels-familierne, inklusive den polske konge Johan Sobieski. Administrativt var det en del af Malbork Voivodeskab inden for Kongeriget Polens krone. Som et resultat af Polens første deling i 1772 blev det annekteret af Preussen. I 1920 blev det en del af Fristaden Danzig (Gdańsk). Efter Nazitysklands nederlag i krigen i 1945 blev byen igen en del af Polen.